# Laguna Auquiscocha
La laguna Auquiscocha es un cuerpo de agua dulce situado en el distrito de Carhuaz en la región peruana de Áncash. Dentro de la cuenca hidrográfica del río Santa. Se encuentra al pie del nevado Chequiaraju y al noroeste del Hualcán (6.122 m). Cuenta con un volumen de agua de aproximadamente 50,000.000 m³ y una profundidad de 93 m.  Está situado a una altitud de aproximadamente 4303 m s.n.m. 

## Características
La laguna Auquiscocha se encuentra en la cabecera superior del valle del río del mismo nombre, su origen es glaciar, de forma alargada cuya longitud mayor es de 1500 m y la menor de 700 m; se encuentra al pie de otra laguna denominada Chequiacocha: que se halla al pie de los nevados Chequiaraju y Rajopaquinan. 
La laguna ocupa una pronunciada depresión rocosa, cuyas laderas del contorno lagunar y laderas superiores están constituidas por rocas intrusivas, en forma casi continua y con pendientes pronunciados de 30° a sub verticales. Solo la parte posterior al desagüe de la laguna está conformado por la morrena frontal que contiene a la laguna Chequiacocha.

## Localización

### Ubicación Política
La laguna Ausquiscocha políticamente pertenece al distrito de Shilla, provincia de Carhuaz, departamento de Áncash. La laguna se emplaza en las faldas del nevado llamado por los lugareños "nevado de Auquiscocha" y se encuentra al pie de otra laguna pequeña que forman las nacientes de la cabecera de la quebrada Cotay (Auquiscocha), quebrada que conforma la subcuenca del río Ulta. La altitud promedio de la laguna Auquiscocha es de 4300 m s.n.m.

### Acceso
El acceso a esta laguna se efectúa desde Lima por la carretera Panamericana norte hasta el desvío de Pativilca y de este lugar se continúa por la carretera de acceso hacia el Callejón de Huaylas que pasa por la ciudad de Huaraz. 
Desde la ciudad de Huaraz el acceso a la laguna Ausquiscocha es por la carretera asfaltada Huaraz-Carhuas de unos 32 km, luego Carhuaz - Shilla - Hualpan por una carretera afirmada de unos 12 km aproximados. De Hualpan se continúa por un camino de herradura bastante difícil de unos 12 km y un recorrido aproximado en  de 5 horas de viaje.
Los últimos tramos de este acceso está constituido por un sendero que no cuenta con mantenimiento y está ubicado en laderas con pronunciado declive hasta las inmediaciones de la laguna.

### Rutas de acceso
Las rutas que se debe tomar para llegar a la laguna Auquiscocha se detalla en el siguiente cuadro:
| Recorrido | Distancia | Detalle                                         | Acceso    | Medio de transporte  | Tiempo     |
| 1         | 3 km      | Carretera Carhuaz Chacas - Cruce Puente Catay   | Terrestre | Automóvil Particular | 15 min     |
| 1         | 11 km     | Cruce Puente Catay -Laguna Auquiscocha          | Terrestre | A pie                | 3:15 Horas |
| 2         | 1 km      | Ciudad de Carhuaz - Barrio Paccha               | Terrestre | Automóvil Particular | 5 min      |
| 2         | 7 km      | Barrio Paccha - C.P. Hualcán                    | Terrestre | Automóvil Particular | 30 min     |
| 2         | 7.5 km    | C.P. Hualcán - Shonquilpampa                    | Terrestre | A pie                | 3 Horas    |
| 2         | 8 km      | Shonquilpampa - quebrada Hualcán - Shumak Punta | Terrestre | A pie                | 4.30 Horas |
| 2         | 8 km      | Shumak Punta - Laguna Auquiscocha               | Terrestre | A pie                | 4.30       |

En el trayecto a la laguna Auquiscocha los depósitos aluvionales antiguos se observan desde Shilla hasta la entrada del valle Auquiscocha, en estos lugares los materiales están conformados por una mezcla de fragmentos de roca heterométrica con matriz arena-limosa y gravas, con regular compacidad ; los granos y fragmentos tienen formas subredondeados a subangulosos. Generalmente cubren palio-relieves.

## Actividades desarrolladas dentro del recurso turístico
Es una zona caracterizada por su atractivo turístico. Se pueden realizar actividades como la caminata en montaña, campamentos, la observación de flora y fauna y la toma de fotografías.